# Ramat ha-Šofet
Ramat ha-Šofet (hebrejsky רָמַת הַשּׁוֹפֵט,„Soudcova výšina“, v oficiálním přepisu do  angličtiny Ramat HaShofet) je vesnice typu kibuc v Izraeli, v Severním distriktu, v Oblastní radě Megido.

## Geografie
Leží v nadmořské výšce 245 metrů, v horách Ramat Menaše, cca 16 kilometrů východně od břehů Středozemního moře. Je situována v zemědělsky využívané a jen z menší části zalesněné pahorkatině, která se východně od vesnice svažuje do Jizre'elského údolí. Severně od vesnice vede vádí Nachal ha-Šofet. Západně od obce začínají vádí Nachal Šelef a Nachal Menaše.
Obec se nachází cca 66 kilometrů severovýchodně od centra Tel Avivu a cca 23 kilometrů jihojihovýchodně od centra Haify. Ramat ha-Šofet obývají Židé, přičemž osídlení v tomto regionu je etnicky převážně židovské. Oblast vádí Ara, kterou obývají izraelští Arabové, leží cca 7 kilometrů jižním směrem. Hřbet horského masivu Karmel, na kterém stojí drúzská sídla, se nachází 7 kilometrů severně odtud.
Obec Ramat ha-Šofet je na dopravní síť napojena pomocí lokální silnice číslo 672, jež sem odbočuje z dálnice číslo 70 a vede pak k jihu, přičemž propojuje všechny vesnice v masivu Ramat Menaše. Spojení k východu, do Jizre'elského údolí, zajišťuje lokální silnice číslo 6953.

## Dějiny
Kibuc Ramat ha-Šofet byl založen roku 1941. Jeho zakladateli byla skupina Židů původem z Polska, Litvy, Maďarska a Bulharska, kteří byli napojeni na levicové hnutí ha-Šomer ha-ca'ir. Před tím, než 2. listopadu 1941 osadníci založili kibuc Ramat ha-Šofet, šlo o dvě samostatné osadnické skupiny, z nichž jedna se připravovala v Rechovot a druhá v Ra'ananě. Kibuc byl pojmenován podle Juliana Macka - amerického právníka židovského původu, který byl předákem židovských organizací v USA.
Zpočátku se obyvatelstvo zabývalo zemědělstvím a udržovalo přátelské vztahy s obyvateli nedaleké arabské vesnice. Tato arabská vesnice stála až do roku 1948 cca 1 kilometr severozápadně od kibucu a nazývala se al-Rihanija. Stála v ní mešita. Roku 1888 byla v Rihaniji otevřena základní chlapecká škola, později v době britského mandátu ale zrušená. V roce 1931 v této arabské obci žilo 293 lidí a stálo tu 55 domů. Během války za nezávislost byl zdejší region dobyt izraelskými silami a důsledku toho skončilo i místní arabské osídlení. Zástavba vesnice Rihanija pak byla zbořena.
Koncem 40. let 20. století měl kibuc Ramat ha-Šofet rozlohu katastrálního území 4 544 dunamů (4,544 kilometrů čtverečních).
Místní ekonomika je založena na zemědělství, turistickém ruchu a průmyslu. Funguje zde továrna na zpracování plastů a další firma na produkci výrobků ze dřeva. V roce 2003 prošel kibuc privatizací a odměňuje své členy již na individuálním základě, podle odvedené práce.
V obci fungují zařízení předškolní péče. Základní škola je v nedaleké vesnici Ejn ha-Šofet.

## Demografie
Obyvatelstvo kibucu Ramat ha-Šofet je sekulární. Podle údajů z roku 2014 tvořili populaci v Ramat ha-Šofet Židé (včetně statistické kategorie "ostatní", která zahrnuje nearabské obyvatele židovského původu ale bez formální příslušnosti k židovskému náboženství).
Jde o menší sídlo vesnického typu s dlouhodobě rostoucím počtem obyvatel. K 31. prosinci 2014 zde žilo 1019 lidí. Během roku 2014 populace stoupla o 1,5 %.
| Rok            | 1948 | 1961 | 1972 | 1983 | 1995 | 2001 | 2003 | 2004 | 2005 | 2006 | 2007 | 2008 | 2009 | 2010 | 2011 | 2012 | 2013 | 2014 |
| -------------- | ---- | ---- | ---- | ---- | ---- | ---- | ---- | ---- | ---- | ---- | ---- | ---- | ---- | ---- | ---- | ---- | ---- | ---- |
| Počet obyvatel | 400  | 490  | 561  | 712  | 641  | 584  | 545  | 549  | 565  | 578  | 591  | 607  | 725  | 770  | 836  | 886  | 1004 | 1019 |